# Gabaldon (Nueva Ecija)
Gabaldon (Tagalog: Bayan ng Gabaldon) ist eine philippinische Stadtgemeinde in der Provinz Nueva Ecija, in der Verwaltungsregion III, Central Luzon. Gabaldon hat 35.383 Einwohner (Zensus 1. August 2015), die in 16 Barangays lebten. Sie wird als Gemeinde der dritten Einkommensklasse auf den Philippinen und als teilweise urbanisiert eingestuft. Sie wurde am 31. Januar 1901 gegründet.
Gabaldon liegt inmitten des Gebirgszuges der Sierra Madre. Ihre Nachbargemeinden sind Bongabon im Norden, Laur im Westen, General Tinio im Süden und Dingalan im Osten. 
Die Provinzhauptstadt Palayan City liegt ca. 11 Kilometer westlich und Manila ca. 111 Kilometer südlich von Gabaldon. 

## Baranggays
- Bagong Sikat
- Bagting
- Bantug
- Bitulok
- Bugnan
- Calabasa
- Camachile
- Cuyapa
- Ligaya
- Macasandal
- Malinao
- Pantoc
- Pinamalisan
- Sawmill
- South Poblacion
- Tagumpay